# 方顺桥镇
方顺桥镇，是中华人民共和国河北省保定市满城区下辖的一个乡镇级行政单位。

## 行政区划
方顺桥镇下辖以下地区：
方顺桥村、南固店村、谭头村、太平庄村、东方顺村、沟河庄村、大河旺村、许村、孔村、三恩庄村、陉阳驿村、辛章屯村、西辛章村、东辛章村、决堤村、孟村、高荆村、河图村、大赛村和小赛村。